# Hans Seischab
Hans Seischab (* 3. März 1898 in Traiskirchen, Österreich-Ungarn; † 15. November 1965 in Bad Dürrheim, Baden-Württemberg) war ein österreichisch-deutscher Ökonom und Professor für Betriebswirtschaftslehre an der Universität Hamburg.

## Leben
Seischab wurde in Traiskirchen geboren und war nach seiner Schulausbildung im Kommunaldienst tätig. 1919 begann er ein Studium an der Hochschule für kommunale Verwaltung Düsseldorf und schloss daran 1921 bis 1922 ein Studium an der Handelshochschule Nürnberg an, wo er unter anderem von Wilhelm Rieger unterrichtet wurde. Seischab war kurz Mitglied der SPD und dann des Steirischen Heimatschutzes, der 1933 in die NSDAP überführt wurde. Am 12. Juni 1937 beantragte er die Aufnahme in die NSDAP und wurde rückwirkend zum 1. Mai aufgenommen (Mitgliedsnummer 4.578.514), außerdem wurde er Mitglied der SA.
1923 ging er zur Sparkasse und war anschließend für drei Jahre als Leiter des Kassenwesens in einem Industriebetrieb tätig. 1927 begann er erneut ein Studium, diesmal an der Wirtschaftshochschule Berlin, wo er das kaufmännische Diplom erhielt, 1931 bei Heinrich Nicklisch promovierte und danach dessen Assistent war. 1935 erhielt er einen Lehrauftrag für Betriebswirtschaftslehre der Banken und 1938 habilitierte er mit Funktionen und Wertumlauf der Banken. 1940 übernahm er eine außerordentliche Professur an der Universität Breslau. 1944 wurde er Ordinarius an der Handelshochschule Königsberg und kurz vor Einmarsch der sowjetischen Armee auch noch dort Rektor. Dadurch war ihm die Aufnahme seiner beruflichen Tätigkeit in den Nachkriegsjahren erschwert und so nahm er erst 1948 an der Akademie der Gemeinschaft und anschließend an der Universität Hamburg seine Lehrtätigkeit wieder auf. 1951 wurde er ordentlicher Professor in Hamburg. 1955 erhielt er einen Ruf an die Wirtschaftshochschule Mannheim, lehnte diesen aber ab und blieb bis 1960 in der Hansestadt. Dann erfolgte seine Emeritierung auf Grund eines Augenleidens.

## Werke
- Investment Trusts. Versuch einer Theorie der Kapitalwertsicherungsbetriebe, 1931
- Die Funktionen und der Wertumlauf der Banken, 1938
- Kalkulation und Preispolitik, Leipzig 1940
- Wirtschaftlichkeit und Wirtschaftlichkeitsrechnung, 1952
- Demontage des Gewinns durch unzulässige Ausweitung des Kostenbegriffs, in: Zeitschrift für Betriebswirtschaft (ZfB), 1952, S. 19–28
- Über das Gewinnmaximieren, 1960
- Produktivität und Wirtschaftlichkeit der Betriebe, in: ZfB 1953, S. 501–514
- Betriebswirtschaftliche Grundbegriffe, Sammlung Poeschel, Stuttgart 1961
- Effekten-Materialienbuch (zus. mit F. Junge), Sammlung Poeschel, Stuttgart 1962

Als Mitarbeiter war Seischab an der 2. Auflage des HWB, am HdSW und an der Deutschen Bankwirtschaft beteiligt, als Mitherausgeber an der Zeitschrift Die Betriebswirtschaft (1940/1945) und an der 3. Auflage des HWB (1956/1962). Als alleiniger Herausgeber besorgte er 1954 die 2., erweiterte Auflage von Schönpflug Betriebswirtschaftslehre und eröffnete mit „Betriebswirtschaftliche Grundbegriffe“ die von ihm begründete Sammlung Poeschel.